# Karl Maria Zwißler
Karl Maria Zwißler (* 12. August 1900 in Ludwigshafen am Rhein; † 15. September 1984 in Mainz) war ein deutscher Dirigent, Generalmusikdirektor, Generalintendant und Professor.

## Leben
Karl Maria Zwißler wurde am 12. August 1900 in Ludwigshafen am Rhein geboren. Sein Vater war Beamter bei den Königlich Bayerischen Staatseisenbahnen. Nach seiner Schulzeit studierte Zwißler hauptsächlich in München. Seine Dozenten waren unter anderem Bernhard Sekles und Hans Knappertsbusch. Von Hans Knappertsbusch lernte er am meisten, vor allem die Hingabe zu spätromantischer Musik und ein nüchternes und unspektakuläres Dirigieren. Kurz darauf wurde er von Hans Pfitzner gelehrt. Der Unterricht fand meistens in Pfitzners Haus am Ammersee statt. Lehrinhalte waren das Dirigieren, die Komposition und die allgemeine musikalische Gestaltung mit ihrer Geschichte und Einzelheiten. Darauf wurde er von Erich Kleiber gelehrt. Von ihm lernte er auch den Gesang. 1924 trat er eine Stelle als Kapellmeister an der Bayerischen Staatsoper in München an. Nach drei Jahren Berufserfahrung ging er als Dirigent an die Deutsche Oper nach Brünn in das heutige Tschechien. Danach ging er nach Düsseldorf und Darmstadt, wo zusammen mit Hans Schmidt-Isserstedt als Generalmusikdirektor wirkte.
1933 wurde er Erster Kapellmeister an der Oper Frankfurt. Nach zwei Jahren wurde er der musikalische Leiter der Oper Frankfurt. Ein Jahr später beendete er sein Engagement in Frankfurt am Main und ging nach Mainz in Rheinhessen. Dort wurde er Generalmusikdirektor und Hofkapellmeister des Philharmonischen Staatsorchesters Mainz am Staatstheater Mainz. 1942 wurde er Intendant und trat zum 1. Januar desselben Jahres der NSDAP bei. Nach dem Zweiten Weltkrieg wurde er Generalintendant. 1951 wurde er habilitiert. Vier Jahre später trat er als Generalintendant zurück und konzentrierte sich mehr auf das Dirigieren sowohl innerhalb als auch außerhalb Deutschlands. 1956 ging er nach Stuttgart, wo er an der Hochschule für Musik und Darstellende Kunst Stuttgart die Leitung der Darstellenden Kunst übernahm. 1958 ging er wieder zurück nach Frankfurt am Main. Hier wurde er Leiter in der Ausbildung der Dirigenten an der Hochschule für Musik und Darstellende Kunst Frankfurt am Main. Er betätigte sich auch als Regisseur. Ein Jahr später wurde er Professor für die Dirigenten an der Frankfurter Musikhochschule. 1966 verabschiedete sich Zwißler vom Mainzer Staatstheater. Er war sehr unzufrieden und unerfreut über die Zusammenarbeit mit dem Theater. Seine Arbeitskraft richtete sich jetzt auf sein Wirken in Frankfurt am Main. 1976 kam er im Senium als Vertretung zurück an das Staatstheater Mainz und versöhnte sich immer mehr mit Mainz und den Verantwortlichen des Theaters. Sein Spitzname lautete „Pluto, Herr der Unterwelt“. Dies ist vor allem auf sein stets ruhiges, im Hintergrund wirkendes Arbeiten zurückzuführen.
Karl Maria Zwißler starb am 15. September 1984 in Mainz. Er wurde 84 Jahre alt. Er wurde auf dem Hauptfriedhof von Frankfurt am Main beigesetzt.

## Auszeichnungen
- 1965: Peter-Cornelius-Plakette des Landes Rheinland-Pfalz